# Ferrari 212E Montagna

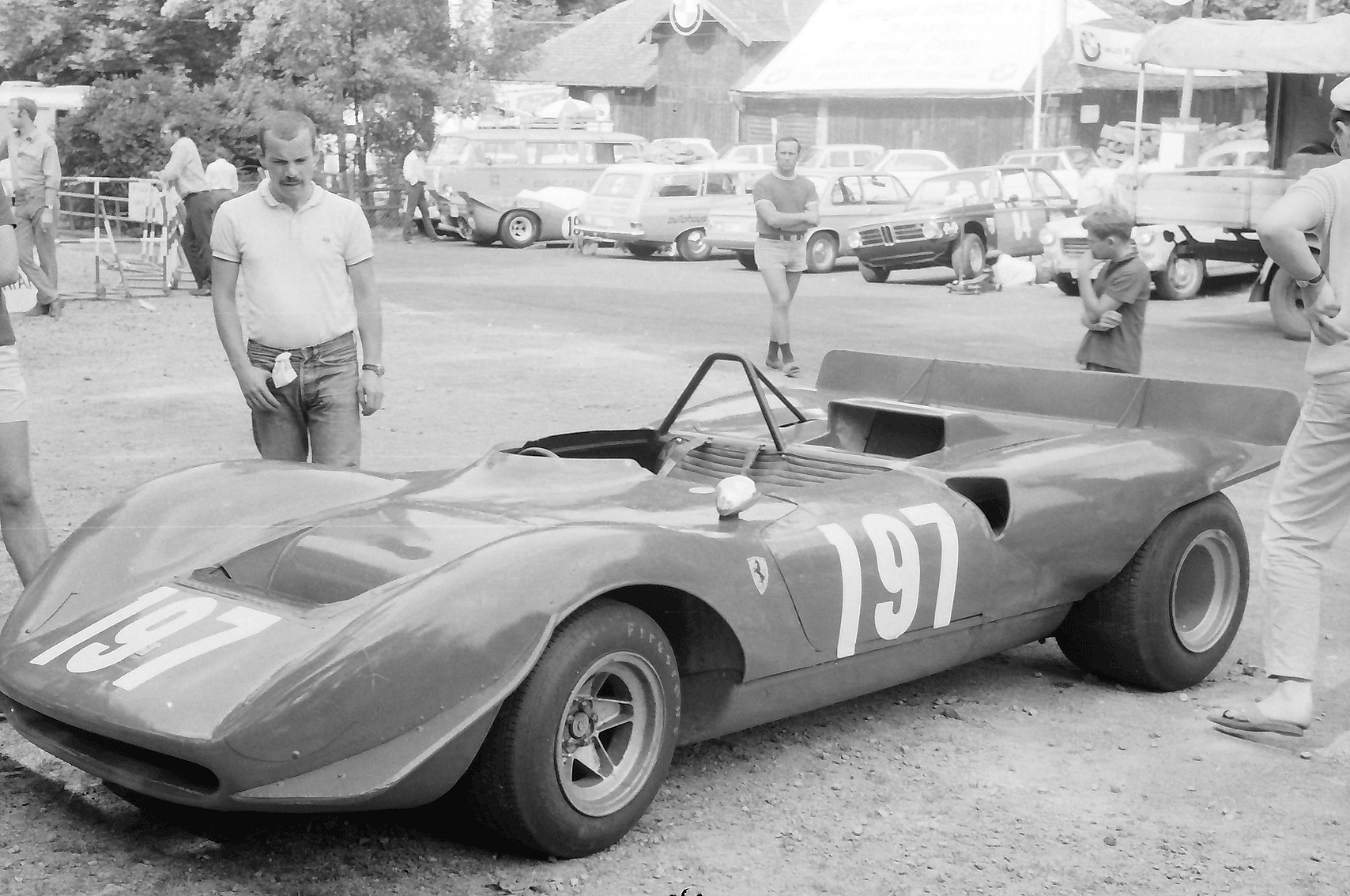
Ferrari 212E Montagna beim Schauinslandrennen 1969

Der Ferrari 212E Montagna war ein Rennsportwagen, den die Scuderia Ferrari 1969 als Bergspider einsetzte.

## Entwicklungsgeschichte
In den 1960er-Jahren gehörten Bergrennen und dabei vor allem die Europameisterschaft zu den beliebtesten Motorsportveranstaltungen in Europa. 1962 und 1965 konnte die Scuderia zweimal die Dominanz von Porsche in der Sportwagenklasse durchbrechen und mit Ludovico Scarfiotti als Fahrer die Europameisterschaft gewinnen. 1962 kam dabei der Ferrari Dino 106SP und 1965 der Dino 206P zum Einsatz. Da beide Fahrzeuge für Rundstreckenrennen gebaut worden waren und Porsche längst einen Bergspyder hatte, entschlossen sich die Verantwortlichen der Scuderia schon 1967 zum Bau des 212E Montagna. Das E in der Typenbezeichnung steht dabei für „Europeo“.
Das Fahrgestell und die Radaufhängungen wurden vom Dino 206S übernommen, die Karosserie des 212E war aber der des Ferrari 330P4 in der CanAm-Variante ähnlich. Der Motor hatte 2 Liter Hubraum und 12 Zylinder in V-Anordnung.

## Renngeschichte
Schon die Testfahrten in Mugello und Vallelunga bestritt der Schweizer Peter Schetty, der auch der Einsatzfahrer bei den Rennen zur Europameisterschaft 1969 war. Der 212E war das bestimmende Rennfahrzeug der Saison und Schetty gewann damit alle sieben Wertungsläufe bei den Rennwagen und wurde überlegen Europameister.
Nach dem Ende der Saison wurde der Wagen verkauft und ging durch mehrere Sammlerhände, ehe er Teil der Carlos-Monteverde-Collection wurde.

## Technische Daten
| Kenngrößen                | Ferrari 212E Montagna                                                                     |
| Motor                     | Viertaktmotor, 12 Zylinder (längs als Mittelmotor eingebaut)                              |
| Kühlung                   | Wasser                                                                                    |
| Hubraum                   | 1991 cm³                                                                                  |
| Bohrung × Hub             | 65 × 50 mm                                                                                |
| Verdichtung               | 11 : 1                                                                                    |
| Ventilsteuerung           | 2 Obenliegende Nockenwellen pro Zylinderreihe, 4 Ventile pro Zylinder                     |
| Gemischaufbereitung       | mechanische indirekte Lucas-Benzineinspritzung                                            |
| Leistung                  | 290 PS (213 kW) bei 11.800/min                                                            |
| Maximales Drehmoment      |                                                                                           |
| Kraftübertragung          | 5-Gang-Getriebe (nicht synchronisiert), Sperrdifferential                                 |
| Rahmen und Karosserie     | Gitterrohrrahmen aus Stahl, mit Aluminium verstärkt                                       |
| Lenkung                   |                                                                                           |
| Radaufhängung vorn        | Einzelradaufhängung an doppelten Dreiecksquerlenkern, außenliegende Feder-Dämpfer-Einheit |
| Radaufhängung hinten      | Einzelradaufhängung an Trapezquerlenkern, Querstabilisator                                |
| Bremsen                   | innenbelüftete Scheibenbremsen vorne und hinten, hinten innen am Differential montiert    |
| Spurweite vorn/hinten     | 1377/1412 mm                                                                              |
| Radstand                  | 2340 mm                                                                                   |
| Reifengröße vorn/hinten   | 9,5 × 13,5/14 × 13                                                                        |
| Länge × Breite × Höhe     | 3800 × 1980 mm × –                                                                        |
| Leergewicht (ohne Fahrer) | 530 kg                                                                                    |
| Höchstgeschwindigkeit     | bis zu 240 km/h                                                                           |